# 和妃 (道光帝)
和妃（わひ、満洲語: ᡥᡡᠸᠠᠯᡳᠶᠠᠰᡠᠨ
ᡶᡝᡳ　転写：hūwaliyasun fei、? - 道光16年（1836年）4月4日）は、清の道光帝の側室。満洲正白旗の出身。姓はナラ（納喇、あるいは那拉、納蘭）氏（Nara hala）。

## 生涯

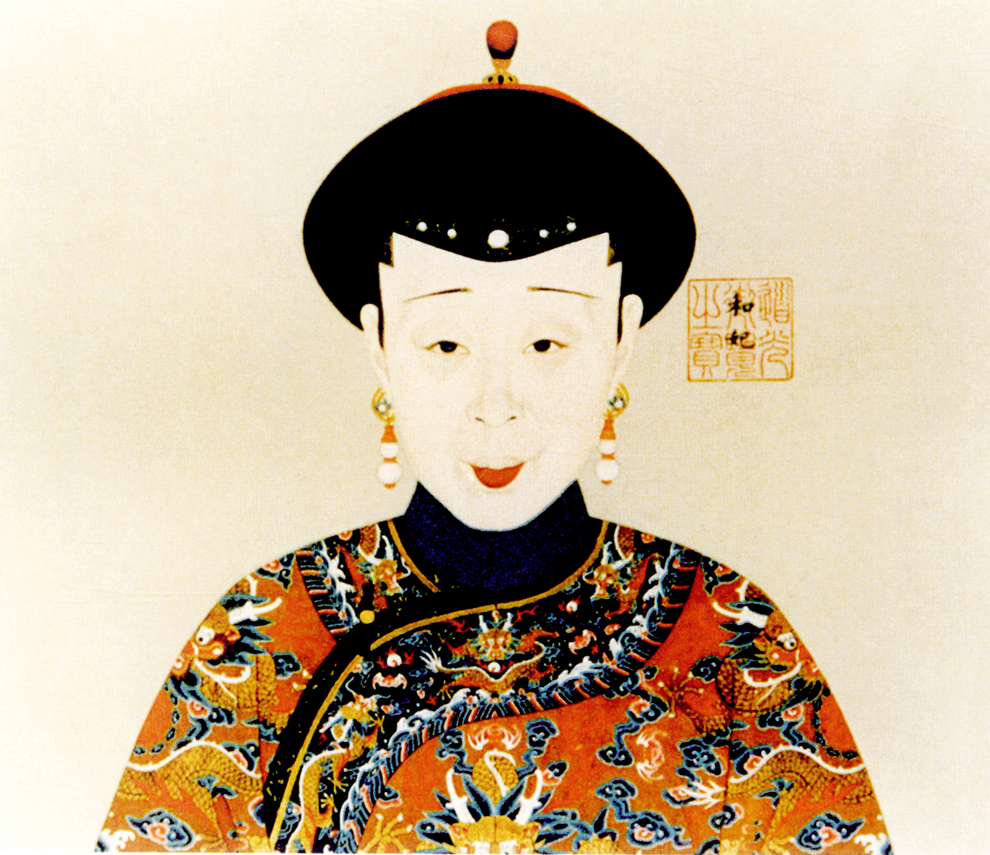
和妃ナラ氏

父の成文（チェンウェン）は正二品右侍郎に任じられたが、汚職罪で官位を剥奪され投獄された。嘉慶15年（1810年）、すでに87歳と老齢のために恩赦を受けた。
ナラ氏は綿寧（後の道光帝）の府邸に入り、官女子（側女）となった。嘉慶13年（1808年）、奕緯（後の隠志郡王）を産んだ。嘉慶帝を喜ばせ、ナラ氏は側福晋（側室）に封じられた。
道光帝の即位後、嘉慶25年（1820年）9月5日に「和嬪」に封ぜられた。道光3年（1823年）、和妃に封ぜられた。その後、奕緯が失意のうちに早世した。道光16年（1836年）4月4日、和妃は薨去した。慕陵の妃園寝に陪葬された。